# 헨드릭 안토니 크라머르스
헨드릭 안토니 한스 크라머르스(Hendrik Anthony "Hans" Kramers, 1894 – 1952)는 닐스 보어와 함께 전자기파가 물질과 상호 작용하는 방식을 이해하고 양자 역학 및 통계 물리학에 중요한 기여를 한 네덜란드 물리학자이다.

## 생애와 교육
한스 크라머르스는 1894년 12월 17일 로테르담에서 의사인 헨드릭 크라머르스Hendrik Kramers와 잔느 수잔 브로켈만Jeanne Susanne Breukelman의 아들로 태어났다.
1912년 그는 로테르담에서 중등 교육(HBS)을 마치고 라이덴 대학교에서 수학과 물리학을 공부하여, 1916년에 석사학위를 취득했다. 크라머르스는 박사과정에서 외국 경험을 쌓기를 원했지만, 제1차 세계대전으로 그 첫번째 지도교수 막스Max의 괴팅겐으로는 갈 수 없었다. 한편 덴마크는 네덜란드와 마찬가지로 이 전쟁에서 중립국이었으므로 코펜하겐으로 가서 아직은 비교적 알려지지 않은 닐스 보어를 예고없이 방문했다. 보어는 그를 박사과정으로 받아들였다. 그는 보어의 지시에 따라 논문을 준비했다. 1919년 5월 8일 라이덴의 파울 에렌페스트의 지도 하에서 코펜하겐에서 수행한 '원자 전이의 강도에 관한 연구'로 박사학위를 취득했다.
크라머르스는 음악을 매우 즐겼고 첼로와 피아노를 연주할 수 있었다.

## 교수 경력
그는 보어 그룹에서 거의 10년간 일하면서 코펜하겐 대학교의 부교수가 되었다. 그는 1924-5년 BKS 이론에서 불운한 BKS 이론에서의 역할을 했다. 크라머르스는 1926년에 덴마크를 떠나 네덜란드로 돌아갔다. 그는 찰링 코프만스를 지도한 위트레흐트 대학교의 이론물리학 정교수가 되었다. 1934년애 그는 위트레흐트를 떠나 라이덴에서 파울 에렌페스트를 계승했다. 1931년부터 58세에 사망할 때까지, 그는 또한 델프트 공과대학교에서 교차 임명cross appointment 교수직도 가졌다.
크라머르스는 암스테르담의 수학 센터(Mathematisch Centrum)의 설립자 중 하나이다.
1925년에, 베르너 하이젠베르크와 함께 크라머르스-하이젠베르크 분산 공식을 개발했다. 그는 또한 1948년에 그의 접근 방식은 비상대론적이었지만 재규격화 개념을 양자장론에 도입한 것으로 인정받고 있다. 그는 또한 인과관계에 의해 제약을 받는 복잡한 함수의 실수와 허수 부분을 연결하는 방정식인 랄프 크로닉와의 크라머르스-크로닉 관계로도 인정받고 있다. 사람들은 감쇠의 함수로서 열적으로 활성화된 장벽 교차의 비율이 최대치를 통과해서, 에너지 확산과 공간 확산 체제 사이의 전이를 겪을 때 크라머르스 전환을 참고한다.

## 가족
1920년 10월 25일 그는 안나 페터슨Anna Petersen과 결혼했다. 그들에게는 세 딸과 한 아들이 있었다.

## 인지
크라머르스는 1929년에 네덜란드 왕립 예술 과학 아카데미(The Royal Netherlands Academy of Arts and Sciences)의 회원이 되었고, 1942년에 강제로 사임했다. 그는 1945년에 다시 아카데미에 합류했다. 크라머르스는 1947년에 로런츠 메달을, 1951년에 휴즈 메달을 받았다.

## 같이 보기
- 연쇄반응
- 크라머르스-건트 계수
- 스핀 (물리학)
- 슈타르크 효과

## 참고 문헌
- Dresden, Max (1987). 《H.A. Kramers – Between Tradition and Revolution》 (영어). Springer.
- Belinfante, F. J.; D. ter Haar (1952). “Hendrik Anthony Kramers: 1894–1952”. 《Science》 (영어) 116 (3021): 555–556.
- D. ter Haar (1998) Master of Modern Physics: the Scientific Contributions of H.A. Kramers, Princeton Series in Physics, Princeton: Princeton University Press.
- Pais, Abraham (2000) The Genius of Science: A portait gallery of twentieth century. New York; Oxford Umiversity Press. pp. 148-171.